# Midnight Club: Los Angeles
Midnight Club: Los Angeles és el quart videojoc en la saga de videojocs de curses, Midnight Club. Va ser anunciat el 16 de maig del 2007 per Rockstar Games. El videojoc està desenvolupat per Rockstar San Diego, el mateix estudi de Rockstar que va crear el primer videojoc de la nova generació dels videojocs, Rockstar Games Presents Table Tennis. El primer títol per l'Xbox 360 va ser utilitzat amb el motor de videojoc, RAGE, com també s'utilitzarà al Grand Theft Auto IV, és evident que aquest videojoc utilitzi aquest motor de videojoc. El videojoc havia de ser llançat per l'Xbox 360 i PlayStation 3 a principis del 2008. Finalment fou llançat l'octubre del 2008.